# 王继英
王继英（1933年—），河南济源人，中国人民解放军将领、中国人民解放军中将。
1993年，接替曲振侔，担任北海舰队司令员。1996年，由张定发接任。1993年，授中国人民解放军中将军衔。